# Bleptina caliginosa
Bleptina caliginosa là một loài bướm đêm trong họ Noctuidae.